# Cymothoe intermedia
Cymothoe intermedia är en fjärilsart som beskrevs av Heinrich Neustetter 1912. Cymothoe intermedia ingår i släktet Cymothoe och familjen praktfjärilar. Inga underarter finns listade i Catalogue of Life.